# Chiesa di Santa Maria dell'Anima a Parco Margherita
La chiesa di Santa Maria dell'Anima a Parco Margherita è una chiesa di interesse artistico di Napoli; è sita nello storico Rione Amedeo del quartiere Chiaia, in via del Parco Margherità 26.

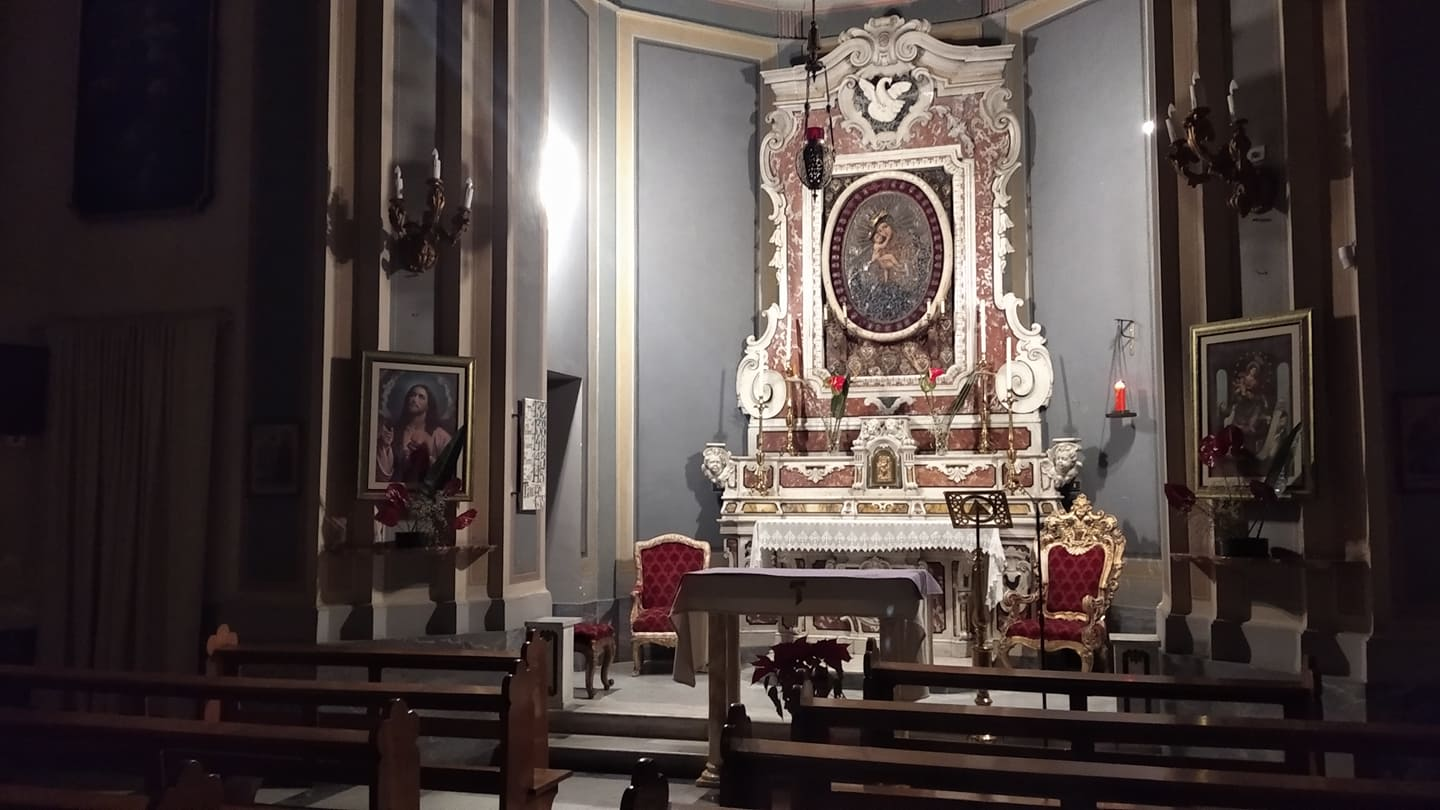
L'altare

L'edificio di culto costituisce la chiesa nazionale della comunità cattolica di lingua tedesca residente a Napoli. Essa, progettata verso la fine del XIX secolo, fu inaugurata nel 1900.
L'edificio venne costruito per sostituire la demolita chiesa di Santa Maria dell'Anima a via Sedile di Porto. Questa era contraddistinta da un'interessante planimetria ellittica e da quattro altari. Benché la chiesa fosse stata totalmente distrutta nel corso del Risanamento, molti suoi tesori furono recuperati e trasportati appunto nella nuova chiesa.
In essa sono tuttora presenti gli altari maggiori settecenteschi, caratterizzati da intagli marmorei, ed opere d'arte dell'austriaco Martin Knoller. La nuova chiesa custodiva anche le antiche lapidi, oggi trasferite nel Museo della Certosa di San Martino: esse ricordano vari nomi illustri che contribuirono a rendere particolarmente attiva la Napoli del Novecento.